# La meccanica del cuore
La meccanica del cuore (La Mécanique du cœur) è un romanzo dello scrittore e cantante Mathias Malzieu pubblicato nel 2007. 

## Trama
Il 16 aprile 1874 viene considerato il giorno più freddo del mondo. A Edimburgo una donna si dirige a partorire a casa della levatrice Madeleine, considerata una strega da gran parte dei concittadini e grande esperta di meccanica. Aiuta la donna a far nascere il figlio, a cui dà il nome di Jack, ma poi si accorge che il suo cuore funziona male, in quanto congelato. Per salvarlo gli aggiunge una protesi: un orologio a cucù che va ricaricato ogni mattina con l'aiuto di una chiave. Subito dopo la donna si allontana per sempre, lasciando il bambino alle cure di Madeleine. Anni dopo, il bambino continua a vivere con la donna e altri amici: Arthur, ex commissario di polizia con problemi di alcolismo lasciato dalla moglie, e le due prostitute Anna e Luna. Ogni giorno delle coppie vengono per cercare un bimbo da adottare, ma restano intimoriti dall'orologio di Jack, pertanto lo rifiutano. Il giorno del decimo compleanno di Jack, il bambino esce per la prima volta di casa con Madeleine per vedere Edimburgo, nonostante la donna sia preoccupata per lui. Per le strade il bambino resta ammaliato da una giovanissima cantante con grossi problemi di vista, e questo causa un grave disfunzionamento al suo cuore meccanico, tuttavia riparato in tempo dalla madre. Quest'ultima, da quel giorno, gli impone tre regole per non rischiare più la vita: dominare la rabbia, non innamorarsi e non spostare le lancette. Jack, però, si è innamorato della cantante, così riesce ad iscriversi alla scuola pubblica nella speranza di rincontrarla. Però, il primo giorno scopre, con immensa delusione, che la bambina era solo di passaggio, difatti vive in Andalusia. Inoltre viene preso di mira dal bullo Joe, geloso in quanto anche lui innamorato della cantante, dal nome di Miss Acacia. Nei tre anni seguenti Jack continua a subire le vessazioni di Joe, anche a causa del suo cuore, finché, l'ultimo giorno di scuola, questo prende a tormentargli i meccanismi. In uno scatto d'ira, il bambino gli prende la testa e gliela fa sbattere contro l'orologio, cavandogli accidentalmente un occhio con le lancette, per poi fuggire spaventato da Madeleine, che lo fa scappare prima dell'arrivo della polizia. La donna in seguito verrà arrestata al suo posto, e quasi subito morirà in prigione. Jack intanto ha iniziato un lungo viaggio per l'Andalusia, viaggiando assieme al celeberrimo illusionista George Méliès, che si offre di sistemargli l'orologio in caso di problemi. Giunto finalmente a Granada, il ragazzo si rincontra con Miss Acacia e, trovando lavoro vicino a lei, iniziano una relazione. Tuttavia la ragazza non crede che l'orologio sia davvero il suo cuore, e quindi credendo solo in parte a ciò che le dice Jack, si incontrano solo la notte di nascosto, anche se lo ama lo stesso; La cosa crea qualche problema ai due, che peggiora con l'arrivo di Joe, rimasto cieco all'occhio ferito. Questo rivela a Jack di averlo tormentato durante gli anni di scuola perché non sopportava fosse anche lui innamorato di Miss Acacia. Successivamente le racconta di quando il ragazzo gli ha ferito l'occhio, incrinando la loro relazione. Dopo di che Joe gli ruba il posto di lavoro, lo umilia un'altra volta, e gli instilla dei dubbi sulla fedeltà della ragazza, così Jack, pensando che la cantante voglia tradirlo, si dirige da lei, vedendola soccorsa da Joe dopo un incidente durante uno spettacolo. Le fa una scenata di gelosia e, pensando che i problemi derivino dal fatto che lei non gli crede sull'orologio, si strappa le lancette, ferendosi gravemente. Méliès accetta di sostituirgli l'orologio e, dopo l'intervento, Jack resta in coma per tre anni. Al risveglio gli viene spiegato che il meccanismo non serviva realmente, e che era una cura psicologica per dare forza al ragazzo, che però aveva vissuto considerandolo realmente collegato al cuore per tutto il tempo; Quasi subito il ragazzo, che nel frattempo è cambiato diventando irriconoscibile, torna alla ricerca di Miss Acacia, ora sposata con Joe, e i due riprendono a vedersi, sebbene lei non conosca la sua vera identità in quanto era passato per morto. La cantante gli confessa che aveva sempre amato Jack, e che non voleva intraprendere una nuova relazione poiché era già sposata, anche se con un uomo che non amava. Jack, così, gli rivela chi è davvero, mostrandogli come prova il suo vecchio orologio-cuore. Sentendosi tradita, Miss Acacia lo allontana per sempre. Andrà a Parigi distaccandosi anche da Joe (che soffrirà per il resto della vita questa decisione) e si incontrerà con Méliès, ora illusionista di successo che ha scritto un romanzo ispirato alle vicende di Jack. Quest'ultimo, mai ripresosi dall'addio alla cantante, tornerà a Edimburgo da Anna e Luna, che ora hanno aperto un orfanotrofio nella sua vecchia casa. Incontra anche Arthur sul punto di morte, il quale gli rivela che, in realtà, la protesi al cuore è sempre stata inutile dopo il giorno più freddo del mondo, e che è stata Madeleine a convincersi del contrario vedendo Jack come una creatura indifesa da proteggere, a cui voleva risparmiare le sofferenze dell'amore.